# Sucker Punch Productions
Sucker Punch Productions是一間美國的電子遊戲開發商，隸屬於索尼互動娛樂的全球工作室旗下。公司於1997年成立於華盛頓州貝爾維尤。公司自2000年以來一直與索尼互動娛樂合作，2011年8月2日，索尼收購了Sucker Punch。
該公司以动作冒险遊戲而知名，如惡名昭彰系列和對馬戰鬼。

## 歷史
Sucker Punch的幾位創始人最早都在微軟工作，因為理念的不同於1997年宣布離開微軟，組建一家獨立的遊戲公司。
1999年，他們為任天堂64開發了一款遊戲《火箭：机器乐园》。之後與索尼互動娛樂簽署了獨占協議，專門為PS平台開發遊戲，成為了索尼最堅定的第二方盟友，陸續推出了《狡狐大冒險》三部曲以及PS3平台上的原創遊戲《惡名昭彰》。随《惡名昭彰》首作的成功，公司在2011年6月推出了《惡名昭彰2》。
2011年8月2日，索尼互動娛樂收購了Sucker Punch，結束了Sucker Punch長久以來第二方的身份，該工作室正式成為成為索尼互動娛樂全球第間工作室。在索尼的资助下，公司为《惡名昭彰2》推出了“血色嘉年華”扩展。之后，推出了《惡名昭彰：第二之子》，采用了开放世界设计并启用了新主角。
在《惡名昭彰：第二之子》发售后，开发团队想要制作一款近战为主的開放世界游戏，海盗和苏格兰神话都曾是当时考虑的主题，团队还制作了一款可玩的测试原型，名为Prophecy，在2020年泄露。但最终决定采用日本题材。游戏定名《對馬戰鬼》，在2017年的巴黎遊戲週公布，于2020年7月17日在PlayStation 4平台发行，取得了巨大的商业成功。

## 遊戲作品
| 年分       | 作品                   | 平台                                | 備註                  |
| ---------- | ---------------------- | ----------------------------------- | --------------------- |
| 1999年     | 火箭：机器乐园         | 任天堂64                            | 由育碧发行            |
| 2002年     | 怪盜史庫柏             | PlayStation 2                       | 此后游戏均由索尼发行  |
| 2004年     | 怪盜史庫柏2：俠盜幫    | PlayStation 2                       |                       |
| 2005年     | 怪盜史庫柏3            | PlayStation 2                       |                       |
| 2009年     | 惡名昭彰               | PlayStation 3                       |                       |
| 2011年     | 惡名昭彰2              | PlayStation 3                       |                       |
| 2011年     | 惡名昭彰 2：血色嘉年華 | PlayStation 3                       |                       |
| 2014年     | 惡名昭彰：             | PlayStation 4                       |                       |
| 2014年     | 惡名昭彰：首道曙光     | PlayStation 4                       |                       |
| 2020年     | 對馬戰鬼               | PlayStation 4                       |                       |
| 2021年     | 對馬戰鬼 导演剪辑版    | PlayStation 4 PlayStation 5 Windows | Windows版于2024年发售 |
| 预计2025年 | 羊蹄山之魂             | PlayStation 5                       |                       |

## 外部連結
- 官方网站
- Sucker Punch的X（前Twitter）